# Cryptantha chispae
Cryptantha chispae är en strävbladig växtart som beskrevs av J. Grau. Cryptantha chispae ingår i släktet Cryptantha, och familjen strävbladiga växter. Inga underarter finns listade i Catalogue of Life.